# Olivier Beretta
Olivier Beretta (Montecarlo, Mónaco, 23 de noviembre de 1969) es un piloto de automovilismo de velocidad monegasco. Disputó 10 Grandes Premio de Fórmula 1, sin puntuar en ninguno. Luego se dedicó a competir en gran turismos, donde ganó dos veces el Campeonato FIA GT, cinco veces la American Le Mans Series, seis veces las 24 Horas de Le Mans, una vez las 24 Horas de Daytona, cuatro veces las 12 Horas de Sebring y cuatro veces Petit Le Mans.

## Karting y monoplazas
Beretta se inició en el karting francés a la edad de 13 años, y fue subcampeón nacional de 125 cm. Más tarde disputó la Fórmula 3 Francesa, donde resultó tercero en 1990; ese mismo año logró un tercer lugar en el Gran Premio de Mónaco de la especialidad.
En 1991, Beretta no logró obtener un puesto en la Fórmula 3000 Internacional, y optó por disputar una temporada más en la Fórmula 3. El tricampeón mundial de Fórmula 1 Nelson Piquet formó un equipo de Fórmula 3000 en 1992, y contrató como piloto a Beretta. Tuvo malos resultados, aunque por otra parte realizó una prueba privada para Lotus. El monegasco pasó al equipo Forti en 1993, donde ganó una carrera y terminó sexto en el clasificador final.
Así, corrió 10 de las 16 carreras de la temporada 1994 de Fórmula 1 con el equipo Larrousse, teniendo como compañero a Érik Comas. Sus mejores resultados fueron un séptimo, un octavo y un noveno. Al quedarse sin presupuesto, perdió su butaca en la escudería a manos de Philippe Alliot. Nunca volvió a correr un Gran Premio, y cambió los monoplazas por los automóviles deportivos.

## Oreca y Panoz
En 1996, Oreca fichó a Beretta para pilotar un Chrysler Viper en la BPR Global GT Series y las 24 Horas de Le Mans. Ese certamen se convirtió en el Campeonato FIA GT en 1997. Junto con Philippe Gache, resultó tercero en el campeonato de pilotos de la clase GT2. Asimismo, las cuatro victorias y ocho podios en diez carreras contribuyeron a que Oreca obtuviera el títulos de equipos de GT2. Oreca contrató al ex Fórmula 1 Pedro Lamy como compañero de butaca en 1998. Ganaron ocho carreras de diez y llegaron segundos en las demás, aplastando a los Porsche 911 rivales en la lucha por ambos títulos. Además, llegaron segundos en la clase GT2 de las 24 Horas de Le Mans, completando el 1-2 para Chrysler.
En 1999, el compañero de Beretta fue Karl Wendlinger, también proveniente de la Fórmula 1. Ante la desaparición de la clase GT1, las seis victorias y tres segundos lugares en diez carreras le significaron coronarse campeón absoluto junto al austríaco. También obtuvo la victoria en las 24 Horas de Le Mans, contando con Dominique Dupuy como tercer piloto. El monegasco compitió para Oreca también en la naciente American Le Mans Series, donde piloto principalmente junto a David Donohue, consiguió cinco victorias en seis participaciones (incluyendo Petit Le Mans), de manera que obtuvo ambos títulos de la clase GTS.
Oreca se retiró del Campeonato FIA GT en 2000 y se dedicó a disputar la American Le Mans Series. Beretta volvió a formar pareja con Wendlinger, con quien logró 9 victorias en 12 carreras y retuvo ambos títulos. Asimismo, ganó por segunda vez las 24 Horas de Le Mans y las 24 Horas de Daytona, en ambos casos junto a Wendlinger y Dupuy. El triunfo en Daytona fue absoluto, luego de que todos los prototipos de punta sufrieran inconvenientes.
El equipo francés desarrollo en 2001 un programa oficial en sport prototipos con los Chrysler LMP de la clase LMP900, la principal en Le Mans. Beretta llegó retrasado en la fecha de Donington Park de la European Le Mans Series junto a Yannick Dalmas, y arribó quinto aunque muy retrasado en las 24 Horas de Le Mans, acompañado de Lamy y Wendlinger.
Chrysler retiró el apoyo al programa al finalizar la temporada. Por ello, Oreca incorporó motores Judd a los renombrados Dallara SP1 en 2002. Como preparación, Beretta disputó las dos primeras fechas del Campeonato de la FIA de Sport Prototipos. Llegó segundo en la fecha de Montmeló junto a Franck Montagny y ganó la prueba de Estoril junto a Nicolas Minassian. En las 24 Horas de Le Mans, donde tuvo como compañeros de butaca a Lamy y Érik Comas, resultó quinto a varias vueltas del trío de Audi R8 LMP oficiales. El monegasco también disputó una fecha del Campeonato FIA GT en un Chrysler Viper acompañando a Jean-Pierre Jarier.
Oreca se retiró temporalmente de resistencia en 2003. Beretta recaló en el equipo JML, con el que compitió en América y Europa al volante de un Panoz LMP01 Evo oficial. Cosechó seis podios en la clase LMP900, entre ellos cinco podios absolutos aunque ninguno de ellos en la vuelta del líder. Los Audi R8 oficiales de Joest y Champion ganaron todas las carreras, de manera que Oreca terminó tercero en el campeonato de equipos y Beretta fue quinto en el de pilotos. El monegasco también disputó dos carreras en Europa para Panoz: las 24 Horas de Le Mans (quinto absoluto) y los 1000 km de Le Mans (abandono).

## Corvette
Simultáneamente, Beretta se desempeñó como pilotos de pruebas del equipo Williams de Fórmula 1, tanto en 2003 como 2004. En 2004, consiguió una butaca en Pratt & Miller, el equipo oficial de Chevrolet en la American Le Mans Series. Acompañado de Oliver Gavin en un Chevrolet Corvette de la clase GTS, la más potente de entre los gran turismos, logró cuatro victorias de clase en su primera temporada, una de ellas en Petit Le Mans con Jan Magnussen como tercer piloto, y tres segundos lugares, de manera que fueron subcampeones por detrás de sus compañeros de equipo Ron Fellows y Johnny O'Connell. La terna Beretta / Gavin / Magnussen sí logró triunfar en las 24 Horas de Le Mans, al arribar con 11 vueltas más que el otro Corvette y una ventaja aún mayor a la Ferrari 550 de Prodrive que los siguió.
Beretta y Gavin lograron seis victorias y cuatro victorias en las diez carreras de la American Le Mans Series de 2005, ahora en un Chevrolet Corvette de la renomrbada clase GT1. Así, superaron la marca de Fellows y O'Connell y lograron el título de pilotos. Además, la tripulación Beretta / Gavin / Magnussen repitió victoria en las 24 Horas de Le Mans, a dos vueltas del otro automóvil del equipo. En 2006, Corvette se vio amenazada por la llegada de Prodrive y sus dos Aston Martin DBR9 oficiales, que disputaron el mismo programa en la clase GT1. De las diez carreras, Beretta y Gavin ganaron cuatro, entre ellas Sebring, y llegaron segundos en tres. Ello les permitió retener los títulos de pilotos y equipos. Corvette también venció en Le Mans de la mano de Beretta, Gavin y Magnussen, quienes llegaron cuartos absolutos ante la multitud de inconvenientes de gran parte de los prototipos.
Aston Martin no retornó a la American Le Mans Series en 2007, dejando así a Corvette como el único equipo regular en la clase GT1. Beretta y Gavin ganaron 9 carreras de 12, incluyendo las 12 Horas de Sebring y Petit Le Mans con Max Papis como tercer piloto, por lo que ganaron el título de pilotos nuevamente. En cambio, abandonaron en las 24 Horas de Le Mans poco después de largar. Beretta y Gavin disputaron otras dos carreras en un Chevrolet Corvette oficial, aunque para el equipo Luc Alphand: las 24 Horas de Spa del Campeonato FIA GT, donde llegaron sextos acompañados de Gregory Franchi y Vincent Vosse; y las 1000 Millas Brasileñas de la Le Mans Series, donde llegaron segundos en su clase a nueve vueltas del Aston Martin DBR9 ganador, por detrás de varios GT2.
La historia se revirtió en 2008: Beretta y Gavin ganaron apenas tres carreras de la American Le Mans Series contra ocho de O'Connell, Magnussen y Fellows, lo cual los dejó con el subcampeonato. Junto a Papis, llegaron terceros en las 24 Horas de Le Mans, a tres vueltas del Aston Martin DBR9 ganador y el Chevrolet Corvette escolta. Beretta también disputó tres fechas de la Le Mans Series para Luc Alphand, obteniendo una victoria y un segundo lugar, ayudando a obtener el campeonato de equipos.
Luego de competir en dos fechas de la temporada 2009 de la American Le Mans Series, Pratt & Miller, abandonó la clase GT1 ante la falta de rivales. Su despedida fue en las 24 Horas de Le Mans, donde Beretta abandonó. Meses después, el equipo puso en pista dos Chevrolet Corvette de la clase GT2, para enfrentar en igualdad de condiciones a los BMW M3, Ferrari F430, Porsche 911, Panoz Esperante, Ford GT y Dodge Viper. En las cinco carreras que disputó con la nueva montura, el monegasco logró un tercer puesto y dos cuartos, siempre junto a Gavin.
En 2010, Beretta pasó de tener a Gavin como compañero de butaca a O'Connell para las dos fechas finales. Logró tres podios en nueve carreras, y quedó 11.º en el campeonato de pilotos de GT2. Beretta, Gavin y Emmanuel Collard abandonaron en las 24 Horas de Le Mans.
Tommy Milner reemplazó a O'Connell como representante estadounidense en Corvette y acompañó a Beretta en la temporada 2011. Lograron un tercer lugar en las 12 Horas de Sebring, pero no volvieron a subir al podio en el resto del año, con lo cual quedaron relegados al 16.º lugar en el clasificador final. En contrapartida, triunfaron en las 24 Horas de Le Mans, teniendo como tercer piloto a Antonio García. Más tarde, el monegasco disputó las 6 Horas de Zhuhai de la Copa Intercontinental Le Mans en un Chevrolet Corvette para Larbre, donde llegó segundo en la clase GTE-Am.

## Ferrari
Beretta pasó a formar parte del programa de pilotos oficiales de Ferrari en resistencia para 2012. Comenzó el año disputando las 24 Horas de Daytona para Risi, junto a Andrea Bertolini y Toni Vilander, donde terminó quinto en su clase con una Ferrari 458 Italia a una vuelta del Porsche 911 ganador. Luego fue piloto de AF Corse en el Campeonato Mundial de Resistencia junto a Bertolini, donde logró una victoria en las 12 Horas de Sebring un tercer puesto y cuatro cuartos lugares.
El piloto se unió al equipo Risi para disputar la ALMS 2013 junto a Matteo Malucelli. Resultó primero en Virginia, segundo en las 12 Horas de Sebring y tercero en Petit Le Mans, de modo que concluyó el año en la 11.ª colocación en el campeonato de pilotos de GT y cuarto en el campeonato de equipos. También con Ferrari, resultó quinto en la clase GTE-Pro en las 24 Horas de Le Mans como tercer piloto de AF Corse, y cuarto en GT en las 24 Horas de Daytona con Scuderia Corsa.
En 2015, el italiano disputa el SCCA World Challenge con una Ferrari 458 del equipo de Remo Ferri.

## Resultados

### Fórmula 1
(Clave) (negrita indica pole position) (cursiva indica vuelta rápida)

| Año     | Escudería            | 1       | 2       | 3       | 4     | 5       | 6       | 7       | 8      | 9     | 10    | 11  | 12  | 13  | 14  | 15  | 16  | Pos. | Puntos |
| ------- | -------------------- | ------- | ------- | ------- | ----- | ------- | ------- | ------- | ------ | ----- | ----- | --- | --- | --- | --- | --- | --- | ---- | ------ |
| 1994    | Tourtel Larrousse F1 | BRA Ret | PAC Ret | SMR Ret | MON 8 | ESP DNS | CAN Ret | FRA Ret | GBR 14 | GER 7 | HUN 9 | BEL | ITA | POR | EUR | JPN | AUS | NC   | 0      |
| Fuente: |                      |         |         |         |       |         |         |         |        |       |       |     |     |     |     |     |     |      |        |

### Campeonato Mundial de Resistencia de la FIA
(Clave) (negrita indica pole position) (cursiva indica vuelta rápida)

| Año     | Escudería      | Clase     | Automóvil              | 1   | 2   | 3   | 4   | 5   | 6   | 7   | 8   | 9   | Pos. | Puntos | Ref.  |
| ------- | -------------- | --------- | ---------------------- | --- | --- | --- | --- | --- | --- | --- | --- | --- | ---- | ------ | ----- |
| 2012    | AF Corse       | LMGTE Pro | Ferrari 458 Italia GT2 | SEB | SPA | LMS | SIL | SÃO | BHR | FUJ | SHA |     | 53   | 3.5    | [ 2 ] |
| 2012    | AF Corse       | LMGTE Pro | Ferrari 458 Italia GT2 | 13  | 17  | 19  | Ret | 19  | 16  | 20  | 18  |     | 53   | 3.5    | [ 2 ] |
| 2013    | AF Corse       | LMGTE Pro | Ferrari 458 Italia GT2 | SIL | SPA | LMS | SÃO | COA | FUJ | SHA | BHR |     | 16.º | 24     | [ 3 ] |
| 2013    | AF Corse       | LMGTE Pro | Ferrari 458 Italia GT2 | 4   |     |     |     |     |     |     |     |     | 16.º | 24     | [ 3 ] |
| 2014    | AF Corse       | LMGTE Pro | Ferrari 458 Italia GT2 | SIL | SPA | LMS | COA | FUJ | SHA | BHR | SÃO |     | NC   | 0      | [ 4 ] |
| 2014    | AF Corse       | LMGTE Pro | Ferrari 458 Italia GT2 | Ret |     |     |     |     |     |     |     |     | NC   | 0      | [ 4 ] |
| 2015    | AF Corse       | LMGTE Pro | Ferrari 458 Italia GT2 | SIL | SPA | LMS | NÜR | COA | FUJ | SHA | BHR |     | 13.º | 36     | [ 5 ] |
| 2015    | AF Corse       | LMGTE Pro | Ferrari 458 Italia GT2 | 2   |     |     |     |     |     |     |     |     | 13.º | 36     | [ 5 ] |
| 2017    | Spirit of Race | LMGTE Am  | Ferrari 488 GTE        | SIL | SPA | LMS | NÜR | MEX | COA | FUJ | SHA | BHR | 12.º | 12     | [ 6 ] |
| 2017    | Spirit of Race | LMGTE Am  | Ferrari 488 GTE        | 7   |     |     |     |     |     |     |     |     | 12.º | 12     | [ 6 ] |
| 2018-19 | MR Racing      | LMGTE Am  | Ferrari 488 GTE        | SPA | LMS | SIL | FUJ | SHA | SEB | SPA | LMS |     | 9.º  | 71     | [ 7 ] |
| 2018-19 | MR Racing      | LMGTE Am  | Ferrari 488 GTE        | 5   | 5   | 7   | Ret | 6   | 5   | 8   | 5   |     | 9.º  | 71     | [ 7 ] |
| 2019-20 | MR Racing      | LMGTE Am  | Ferrari 488 GTE EVO    | SIL | FUJ | SHA | BHR | COA | SPA | LMS | BHR |     | 15.º | 43     | [ 8 ] |
| 2019-20 | MR Racing      | LMGTE Am  | Ferrari 488 GTE EVO    | 3   | 4   | 7   | 7   | 10  |     |     |     |     | 15.º | 43     | [ 8 ] |